# Paradorn Srichaphan
Paradorn Srichaphan (taj. ภราดร ศรีชาพันธุ์; ur. 14 czerwca 1979 w Bangkoku) – tajski tenisista, reprezentant w Pucharze Davisa, olimpijczyk.

## Życie prywatne
Jest synem Chanachai Srichaphana, z zawodu bankowca, pod którego kierunkiem w wieku 6 lat rozpoczął treningi tenisowe. Ojciec pełnił także funkcję kapitana reprezentacji Tajlandii w Pucharze Davisa.
W kwietniu 2007 roku Srichaphan oświadczył się Kanadyjce rosyjskiego pochodzenia, Natalie Glebovej. Glebova nosi tytuł Miss Universe 2005. Para wzięła ślub 29 listopada 2007 roku w Bangkoku. Małżonkowie ogłosili separację w lipcu 2010 roku, a do rozwodu doszło w lutym 2011.

## Kariera tenisowa
W 1996 roku Paradorn Srichaphan zakończył sezon na 10. miejscu w klasyfikacji światowej juniorów, rok później rozpoczął karierę zawodową.
W 1999 roku w Brunei zdobył trzy złote medale igrzysk Azji Południowo-wschodniej – w grze pojedynczej, grze podwójnej ze starszym bratem Naratornem oraz w drużynie. W tym samym sezonie po raz pierwszy pokazał się w turniejach zawodowych najwyższej rangi. Był w półfinale turnieju ATP World Tour w Singapurze (pokonał nr 19. rankingu ATP Magnusa Normana) oraz debiutował w wielkim szlemie dochodząc do 2 rundy Wimbledonu, gdzie pokonał Francuza Guillaume Raouxa, a przegrał z Rosjaninem Jewgienijem Kafielnikowem. Sezon 1999 zakończył tuż poza pierwszą setką rankingu ATP.
W 2000 i 2001 roku startował głównie w turniejach ATP Challenger Tour. W Australian Open z 2000 roku wyeliminował w I rundzie rozstawionego Słowaka Karola Kučerę, ale odpadł w następnej rundzie z Czechem Ctislavem Dosedělem. Kilkakrotnie dochodził do ćwierćfinałów turniejowych ATP World Tour, m.in. w londyńskim Queen's Clubie w 2001 roku.
Sezon 2002 był przełomowy w karierze Srichaphana. W styczniu tegoż roku pierwszy raz był w finale turnieju ATP World Tour, w Ćennaju, przegrywając w decydującym meczu z Guillermem Cañasem. Wiosną dwukrotnie był w 1/16 finału turniejów wielkoszlemowych (na French Open uległ Arnaudowi Di Pasquale, na Wimbledonie Richardowi Krajickowi po wcześniejszym wyeliminowaniu Andre Agassiego). W sierpniu 2002 roku przegrał w finale w Waszyngtonie z Jamesem Blakiem, a następnie odniósł pierwsze turniejowe zwycięstwo – w finale turnieju w Long Island pokonał w finale Juana Ignacio Chelę. Jesienią wygrał turniej w Sztokholmie, pokonując w meczu o tytuł Marcela Ríosa. Dochodził również do półfinałów rozgrywek w Tokio i Paryżu oraz ćwierćfinału w Madrycie. Wyniki te dały mu na koniec sezonu 16. miejsce w rankingu, pierwsze w czołowej dwudziestce dla Azjaty od roku 1980 Vijaya Amritraja.
W roku 2003 wygrał 2 turnieje ATP World Tour, najpierw w Ćennaju pokonał w finale Kučerę, a w Long Island Blake'a. Był również w finale zawodów w Indianapolis, jednak w pojedynku finałowym przegrał z Andym Roddickiem oraz w 1/8 finału Wimbledonu i US Open. W maju 2003 roku awansował na 10. tygodni do czołowej dziesiątki rankingu (najwyższe miejsce – nr 9.), a sezon zakończył na 11. pozycji.
Piąte turniejowe zwycięstwo Taj odniósł w czerwcu 2004 roku na trawiastych kortach w Nottingham, wygrywając w finale z Thomasem Johanssonem.
W sezonie 2005 nie udało mu się wygrać imprezy ATP World Tour, ale pozostał w czołowej "pięćdziesiątce" rankingu (był w finałach turniejowych w Ćennaju i Sztokholmie). W 2006 roku doszedł do półfinału turnieju rangi ATP Masters Series w Indian Wells, pokonując wyżej notowanych Robby'ego Ginepri'ego, Juana Carlosa Ferrero, Davida Nalbandiana (nr 4. ATP) i Jarkko Nieminena, a przegrywając z liderem rankingu Rogerem Federerem. Był również w półfinale rozgrywek w Pekinie, gdzie wyeliminował m.in. Nikołaja Dawydienkę (nr 5. ATP) oraz w Bangkoku.
W roku 2007 głównie spędził czas na leczeniu kontuzji nadgarstka, która uniemożliwiła mu grę przez większą część sezonu. W notowaniu na koniec roku zajmował 628. pozycję. Pod koniec września 2009 roku po raz pierwszy od blisko 2 lat wystąpił w turnieju ATP, podczas imprezy w Bangkoku w grze podwójnej. Odpadł wspólnie z Danaim Udomchoke w 1 rundzie.
W latach 1998–2006 regularnie reprezentował Tajlandię w Pucharze Davisa w singlu oraz deblu, odnosząc 33 zwycięstwa i 11 porażek. Uczestniczył 3 razy w meczach barażowych o miejsce w najwyższej klasie Pucharu Davisa, grupie światowej, wszystkie te spotkania jednak Tajlandia przegrywała (w 2002 roku z Wielką Brytanią, 2003 roku z Czechami, 2004 roku z Rosją). Srichaphan startował w igrzyskach olimpijskich w Sydney (2000) i Atenach (2004), nie odnosząc większych sukcesów. W Atenach pełnił funkcję chorążego ekipy narodowej. W 2000 roku razem z Tamarine Tanasugarn osiągnął finał w Pucharze Hopmana, uważanym za nieoficjalne mistrzostwa świata w grze mieszanej.
Praworęczny Taj, o silnym serwisie i ofensywnym forhendzie, grający klasyczny jednoręczny bekhend, przyczynił się do popularyzacji tenisa w Azji. W 2002 roku został honorowym ambasadorem swojego kraju oraz człowiekiem roku w Tajlandii, a od Stowarzyszenia Tenisistów Zawodowych ATP otrzymał tytuł gracza, który poczynił w sezonie największe postępy. Doceniono także jego sportową postawę na korcie – w 2002 i 2003 roku został laureatem nagrody im. Stefana Edberga. Z dużym zainteresowaniem mediów spotkał się pobyt Srichaphana w świątyni buddyjskiej w listopadzie 2005 roku, po którym tenisista przyjął imię zakonne Mahaviro.
Dnia 4 czerwca 2010 roku Srichaphan ogłosił zakończenie kariery tenisowej.

### Finały w turniejach ATP World Tour
| Legenda                                      |
| -------------------------------------------- |
| Wielki Szlem                                 |
| Igrzyska olimpijskie                         |
| Tennis Masters Cup / ATP Finals              |
| ATP Masters Series / ATP Tour Masters 1000   |
| ATP International Series Gold / ATP Tour 500 |
| ATP International Series / ATP Tour 250      |

#### Gra pojedyncza (5–6)
| Końcowy wynik | Nr | Data                 | Turniej      | Nawierzchnia  | Przeciwnik         | Wynik finału          |
| ------------- | -- | -------------------- | ------------ | ------------- | ------------------ | --------------------- |
| Finalista     | 1. | 6 stycznia 2002      | Ćennaj       | Twarda        | Guillermo Cañas    | 4:6, 6:7(2)           |
| Finalista     | 2. | 18 sierpnia 2002     | Waszyngton   | Twarda        | James Blake        | 6:1, 6:7(5), 4:6      |
| Zwycięzca     | 1. | 25 sierpnia 2002     | Long Island  | Twarda        | Juan Ignacio Chela | 5:7, 6:2, 6:2         |
| Zwycięzca     | 2. | 27 października 2002 | Sztokholm    | Twarda (hala) | Marcelo Ríos       | 6:7(2), 6:0, 6:3, 6:2 |
| Zwycięzca     | 3. | 5 stycznia 2003      | Ćennaj       | Twarda        | Karol Kučera       | 6:3, 6:1              |
| Finalista     | 3. | 27 lipca 2003        | Indianapolis | Twarda        | Andy Roddick       | 6:7(2), 4:6           |
| Zwycięzca     | 4. | 25 sierpnia 2003     | Long Island  | Twarda        | James Blake        | 6:2, 6:4              |
| Finalista     | 4. | 11 stycznia 2004     | Ćennaj       | Twarda        | Carlos Moyá        | 4:6, 6:3, 6:7(5)      |
| Zwycięzca     | 5. | 20 czerwca 2004      | Nottingham   | Trawiasta     | Thomas Johansson   | 1:6, 7:6(4), 6:3      |
| Finalista     | 5. | 9 stycznia 2005      | Ćennaj       | Twarda        | Carlos Moyá        | 6:3, 4:6, 6:7(5)      |
| Finalista     | 6. | 16 października 2005 | Sztokholm    | Twarda (hala) | James Blake        | 1:6, 6:7(6)           |

### Starty wielkoszlemowe (gra pojedyncza)
| Turniej          | 1997  | 1998  | 1999  | 2000  | 2001  | 2002  | 2003  | 2004  | 2005  | 2006  | 2007  | Wygrane turnieje | Bilans w turnieju |
| ---------------- | ----- | ----- | ----- | ----- | ----- | ----- | ----- | ----- | ----- | ----- | ----- | ---------------- | ----------------- |
| Australian Open  | –     | –     | –     | 2R    | 1R    | 1R    | 2R    | 4R    | 2R    | 1R    | 1R    | 0 / 8            | 6–8               |
| French Open      | –     | –     | –     | 1R    | –     | 3R    | 1R    | 2R    | 1R    | 1R    | –     | 0 / 6            | 3–6               |
| Wimbledon        | –     | –     | 2R    | 1R    | 1R    | 3R    | 4R    | 1R    | 1R    | 1R    | –     | 0 / 8            | 6–8               |
| US Open          | –     | –     | –     | 1R    | 1R    | 2R    | 4R    | 3R    | 3R    | 2R    | –     | 0 / 7            | 9–7               |
| Wygrane turnieje | 0 / 0 | 0 / 0 | 0 / 1 | 0 / 4 | 0 / 3 | 0 / 4 | 0 / 4 | 0 / 4 | 0 / 4 | 0 / 4 | 0 / 1 | 0 / 29           | N/A               |
| Bilans spotkań   | 0–0   | 0–0   | 1–1   | 1–4   | 0–3   | 5–4   | 7–4   | 6–4   | 3–4   | 1–4   | 0–1   | N/A              | 24–29             |